# Kalevala Koru
Kalevala Koru (фин. Kalevala Koru Oy, русский перевод «украшения Калевала») — крупнейший финский производитель ювелирных украшений из золота, серебра и бронзы. Все украшения производятся в Финляндии и преимущественно из материалов финского происхождения. В 2013 году бренд Kalevala Jewelry был признан девятнадцатым по стоимости брендом Финляндии. 
С 2005 года Kalevala Koru владела известным финским ювелирным брендом Lapponia Jewelry, но в 2020 году объявила о его закрытии в связи с общим ребрендингом.

## История
История компании началась ещё в 1937 году, когда писательница Эльза Хепораута основала комиссию для сбора средств на строительство памятника по мотивам финского эпоса. Средств, пожертвованных на строительство, не хватало, и комиссия решила основать фирму, производящую ювелирные украшения в стиле древних археологических находок. С началом Советско-финской войны часть вырученных денег решили отдать на помощь пострадавшим, а памятник был построен гораздо меньшим, чем изначально планировалось. В 1941 году комиссия была переименована в «Ассоциацию калевальских женщин», а Kalevala Koru стала акционерным обществом. Памятник Старухе Лоухи — герою эпоса Калевала, выполненный скульптором Эмилем Халонен в 1940 году из бронзы, теперь стоит в магазине Kalevala Jewelry в Хельсинки.

## Деятельность
Годовой оборот компании составляет 18 миллионов евро. В Kalevala Jewelry работают примерно 150 человек.

## Культурный фонд Kalevala Koru
Kalevala Koru и «Ассоциация калевальских женщин» поддерживают финскую культуру, каждый год выделяя гранты на исследования и различные культурные мероприятия.